# Роготченко, Алексей Петрович
Алексей Петрович Роготченко (23 февраля 1919 — 27 декабря 2005) — советский и украинский писатель, член Союза писателей Украины (1972). Главный редактор журнала «Радуга» в 1988—1995 годах.

## Биография
Родился 23 февраля 1919 года в селе Бетяги (ныне вошло в состав с. Великие Крынки, Глобинский район, Полтавская область) в крестьянской семье. Родители писателя были состоятельными хозяевами, но в конце 1929 года, когда началась коллективизация, отдали землю в колхоз, и вся семья уехала в Бурят-Монгольскую АССР.
Впоследствии Алексей Роготченко вернулся в УССР. Некоторое время учился в Харьковском университете (с 1938 по 1941 год) на одном курсе с писателем Олесем Гончаром, с которым они жили в одной комнате общежития и поддерживали всю жизнь дружеские отношения. Об этом свидетельствуют его воспоминания, записанные сыном в книге «Искусствоведение: Размышления и жизнь».
Великую Отечественную войну прошёл в боях за освобождение родины. Был редактором дивизионной газеты. Награждён орденами и медалями. Военные годы, подвиг народа на войне, трудовое возрождения УССР стали темами первых художественных и публицистических книг Алексея Роготченко.
В послевоенное время Алексей Роготченко успешно окончил исторический факультет Нежинского педагогического института (1955).
Несколько лет Алексей Роготченко работал корреспондентом газеты «Известия» в Бурятской АССР, корреспондентом «Комсомольской правды».
С 1965 года Роготченко был заместителем главного редактора журнала «Радуга», в 1988—1995 годах — главным редактором.
В 1972 году вступил в Союз писателей УССР как автор романов и многочисленных очерков. Писал на украинском и русском языках.
Первая жена — искусствовед Стрелова Зоя Константиновна (род. 1927); сын — доктор искусствоведения Роготченко Алексей Алексеевич (род. 1954); внук художник Роготченко Константин Алексеевич (род. 1989). Вторая жена — Роготченко Инна Семеновна (род. 1936); дочь — Роготченко Ирина Алексеевна (1964—2019).
Писатель умер 27 декабря 2005 года, похоронен в Киеве на Байковом кладбище.

## Творчество
Ведущей темой раннего творчества Роготченко была Великая Отечественная война, в которой он принимал участие. Первая книга автора вышла в 1948 году под названием «Скала Дашнева», посвящённая подвигу народа на войне. Впоследствии трудовое возрождение УССР стало темой художественных и публицистических книг. Особый творческий взлёт автора пришёлся на период работы в киевском журнале «Радуга». Вышел его сборник повестей и рассказов «Пусть всегда будет солнце», через год — «Бойцы пошли на задание». Впоследствии вышли книги «Красные астры» (1970), «Когда цветут мимозы» (1971), «Утро в Саянах» (1977), «Возвращайтесь, журавли» (1979). Несколькими изданиями вышел очерк «Уманское чудо». В 80-х годах написал ещё несколько книг: «А небо остается голубым» (1984), «Изобилие души человек» (1985).
Писатель с восторгом описывал историю украинских ландшафтных парков, красоту природы, увиденной в путешествиях. Писал остросюжетные приключенческие и фантастические произведения. В общем Роготченко стал автором 12 романов, сотни повестей и очерков.

## Работы
- Роготченко А. П. , Корнейко А. Где ты, планета Радужная? : фантаст. повесть / А. П. Роготченко, А. И. Корнейко. — К. : Український письменник, 1993. — 42 с.
- Роготченко А. П. Когда погиб Милован: роман / А. П. Роготченко, А. И. Корнейко. — К. : Политиздат Украины, 1990. — 298 с.
- Роготченко А. П. Рота / А. П. Роготченко. — К. : Радянський письменник, 1974. — 246 с.
- Роготченко А. П. Уманское чудо: [О Софиев. парке] / А. П. Роготченко. — 2-е изд., перераб. и доп. — К. : Будівельник, 1980. — 96 с.
- Роготченко А. П. Уманское чудо: Софиевка: [фотоальбом] / А. П. Роготченко. — К. : Реклама, 1977. — 119 с.
- Роготченко А. П. Утро в Саянах: повесть и рассказы / А. П. Роготченко. — К. : Радянський письменник, 1977. — 232 с.
- Роготченко О. П., Будник М. К. Сад на заклятих скелях (Заремба). К.: Молодь. 1970